# Mitte (dzielnica Berlina)
Mitte, Berlin-Mitte – dzielnica (Ortsteil) Berlina w okręgu administracyjnym Mitte. Od 1 października 1920 w granicach miasta. Obejmuje część historycznej dzielnicy. Leży w niej wschodnie centrum miasta z Bramą Brandenburską, aleją Unter den Linden, Uniwersytetem Humboldta, Wyspą Muzeów, wieżą telewizyjną Berliner Fernsehturm oraz licznymi budynkami rządowymi.

## Podział administracyjny

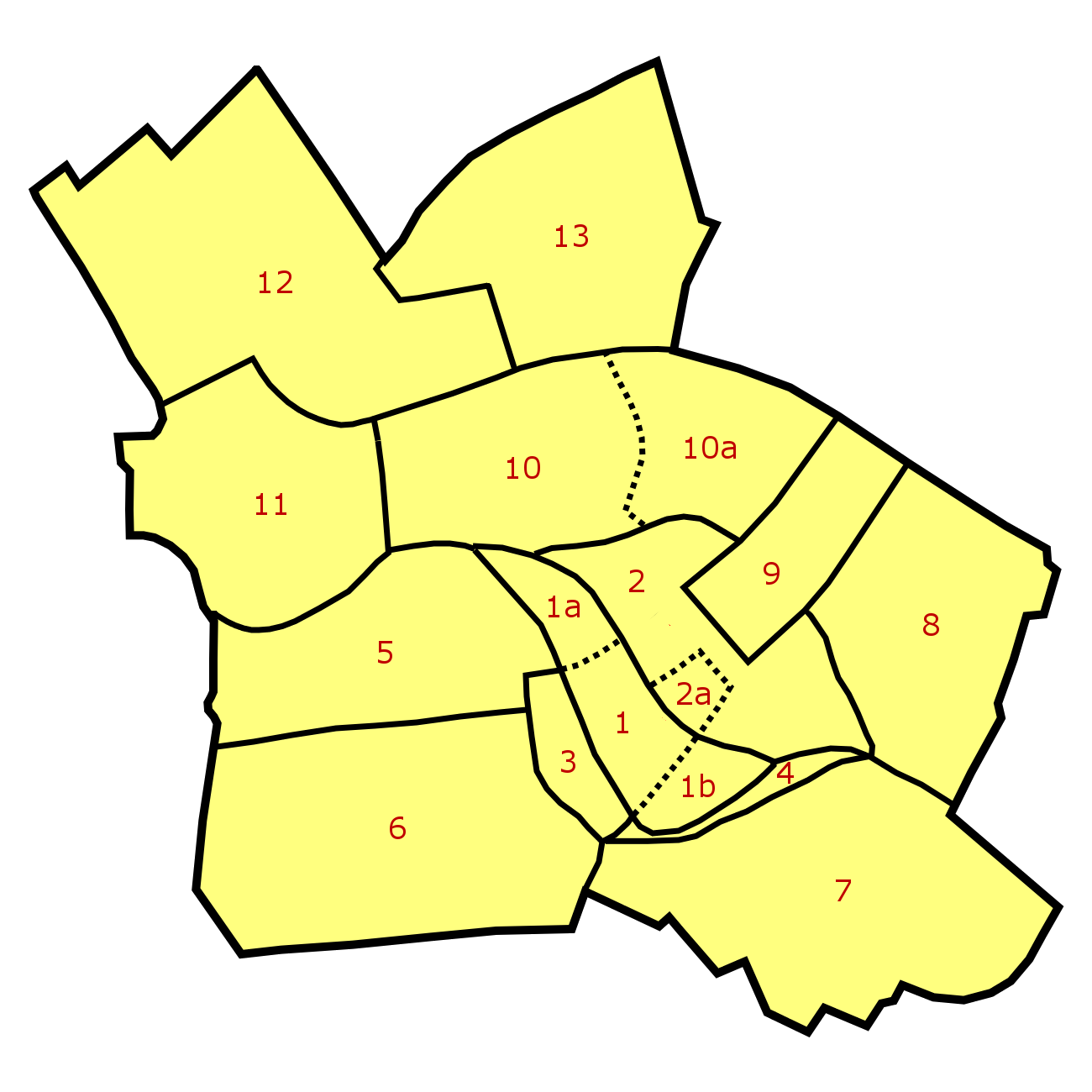

Obecna dzielnica Mitte zajmuje obszar dawnego, bliźniaczego miasta Berlin-Cölln wraz z jego przedmieściami:
1. Cölln (Spreeinsel) (z Wyspą Muzeów [1a] i Fischerinsel [1b]),
2. Alt-Berlin (z Nikolaiviertel [2a]): między koleją miejską a Sprewą,
3. Friedrichswerder: między Oberwallstraße a Sprewą,
4. Neu-Cölln: wokół Wallstraße na południowym brzegu Kupfergraben,
5. Dorotheenstadt: między Sprewą a Behrenstraße,
6. Friedrichstadt: na południe od Behrenstraße, na zachód od Oberwallstraße (do dzielnicy Kreuzberg),
7. Luisenstadt: na południe od Neu-Cölln i na wschód od Friedrichstadt,
8. Stralauer Vorstadt: na wschód od ulicy Otto-Braun-Straße, kolei miejskiej i Sprewy,
9. obszar Alexanderplatz (Königsstadt i Alt-Berlin),
10. Spandauer Vorstadt (z Scheunenviertel [10a]): między ulicami Torstraße, Karl-Liebknecht-Straße, koleją miejską, Sprewą i Friedrichstraße.
11. Friedrich-Wilhelm-Stadt: między Sprewą, Friedrichstraße, Hannoverscher Straße i Invalidenstraße,
12. Oranienburger Vorstadt: na północ od Invaliden-, Hannoverscher i Torstraße, na zachód od tunelu S-Bahn północ-południe i Bergstraße,
13. Rosenthaler Vorstadt: na wschód od tunelu S-Bahn północ-południe i Bergstraße, na północ od Torstraße.

## Zabytki
- Palais am Festungsgraben

## Transport
Przez dzielnicę przebiega linia U2 metra z następującymi stacjami:
- Rosa-Luxemburg-Platz
- Berlin Alexanderplatz
- Klosterstraße
- Märkisches Museum
- Spittelmarkt
- Hausvogteiplatz
- Stadtmitte
- Mohrenstraße
- Berlin Potsdamer Platz

linia U5 ze stacjami:
- Schillingstraße
- Berlin Alexanderplatz
- Rotes Rathaus
- Museumsinsel
- Untern den Linden
- Brandenburger Tor

linia U6 ze stacjami:
- Schwartzkopffstraße
- Naturkundemuseum
- Oranienburger Tor
- Berlin Friedrichstraße
- Untern den Linden
- Stadtmitte

linia U8 ze stacjami:
- Bernauer Straße
- Rosenthaler Platz
- Weinmeisterstraße
- Alexanderplatz
- Jannowitzbrücke
- Heinrich-Heine-Straße

## Galeria

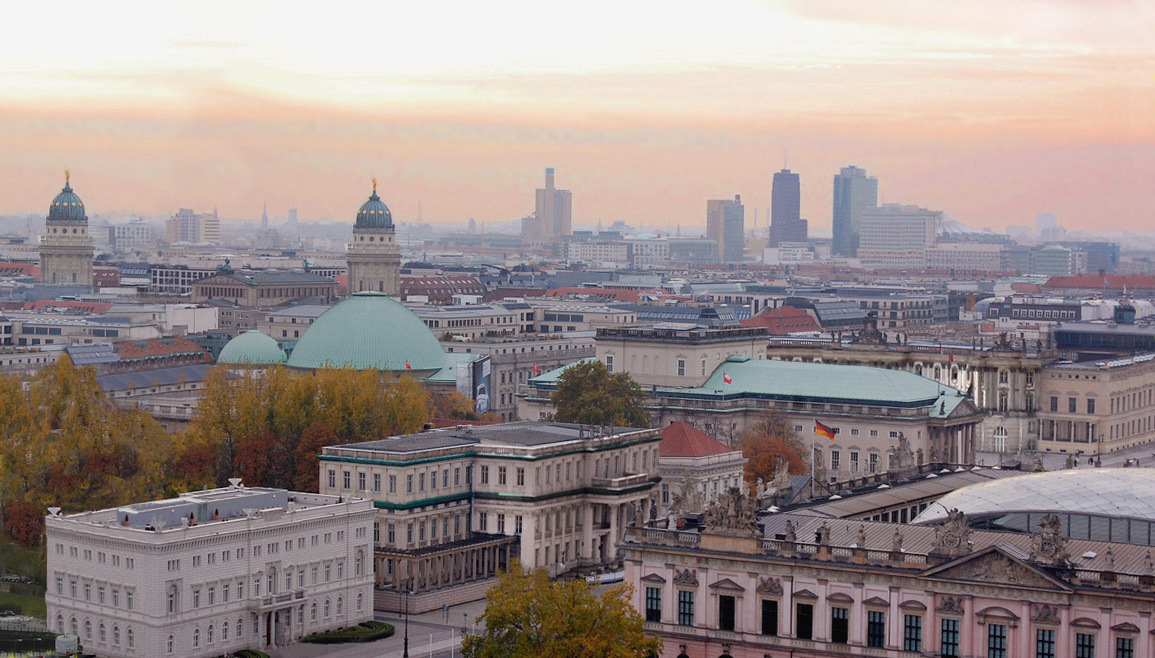
Berlin-Mitte
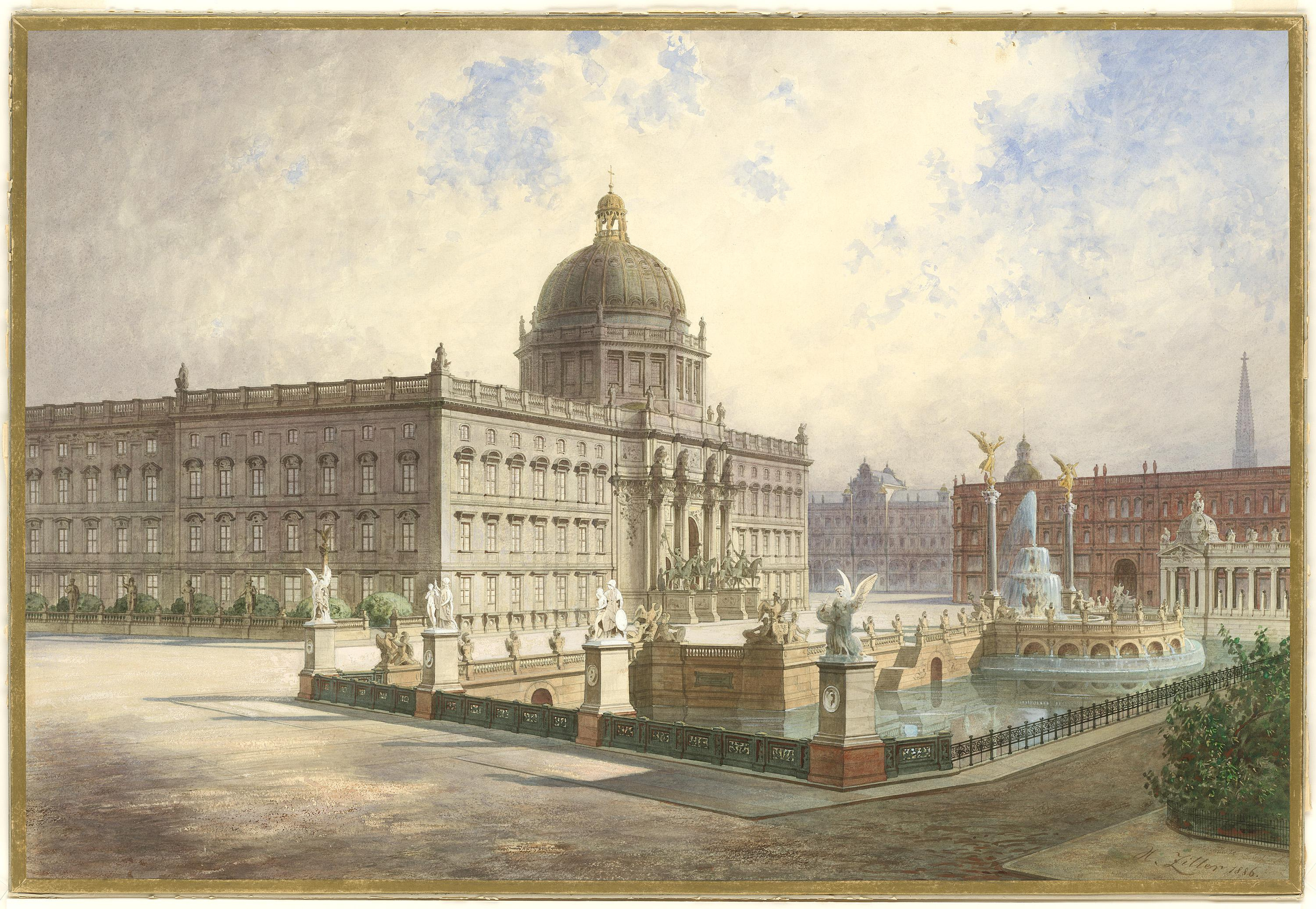
Zamek w Berlinie (1886)
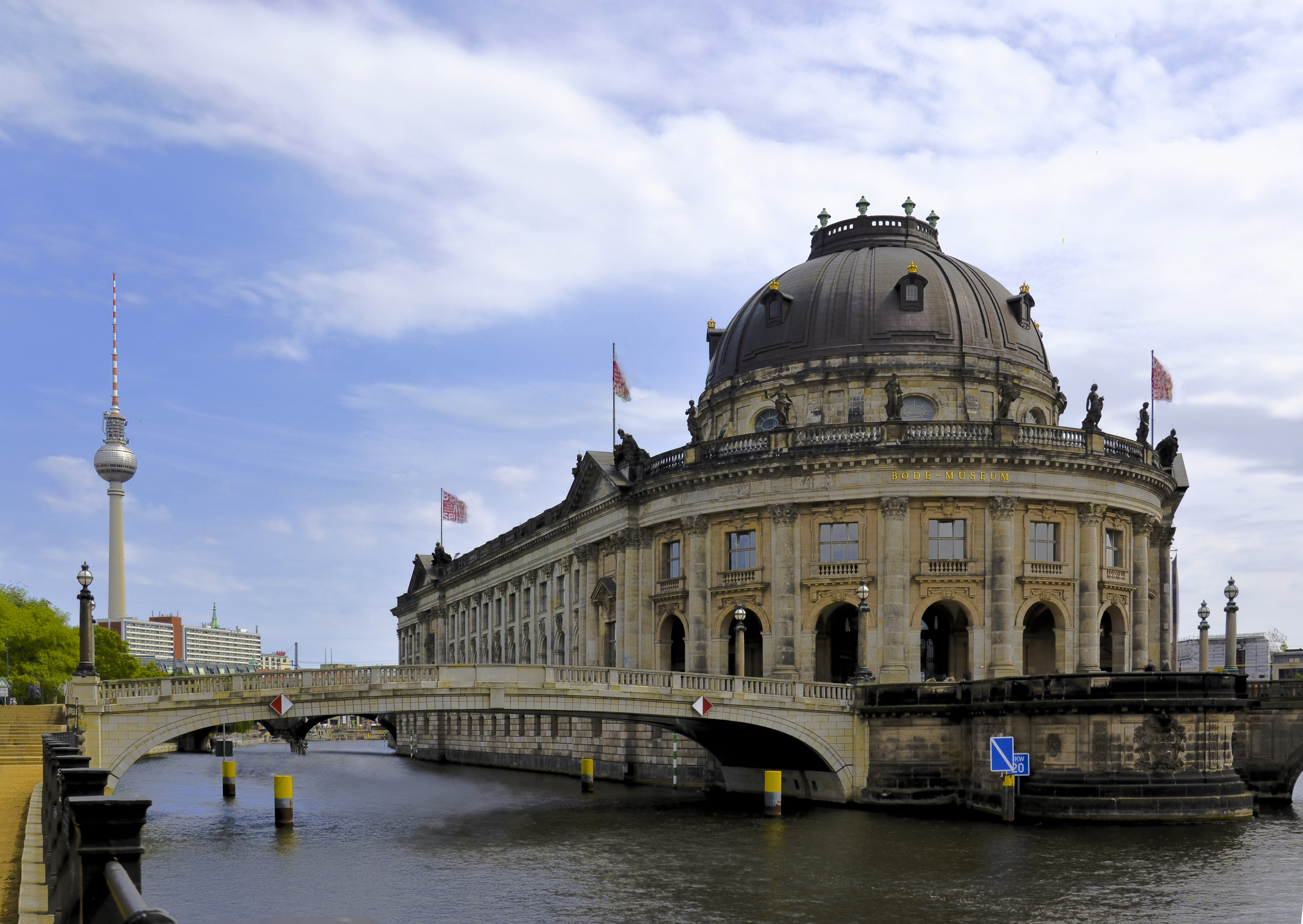
Wyspa Muzeów
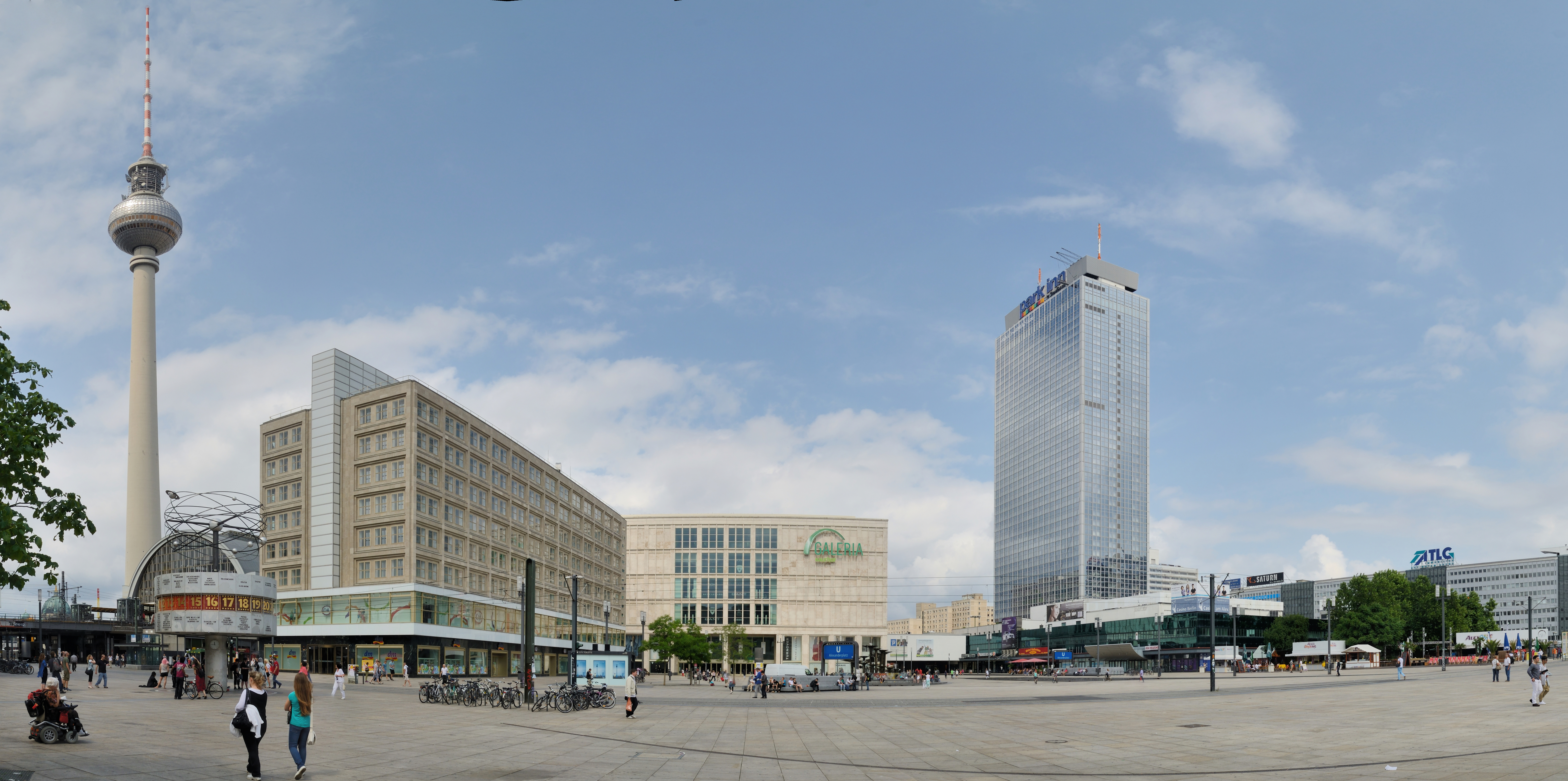
Alexanderplatz
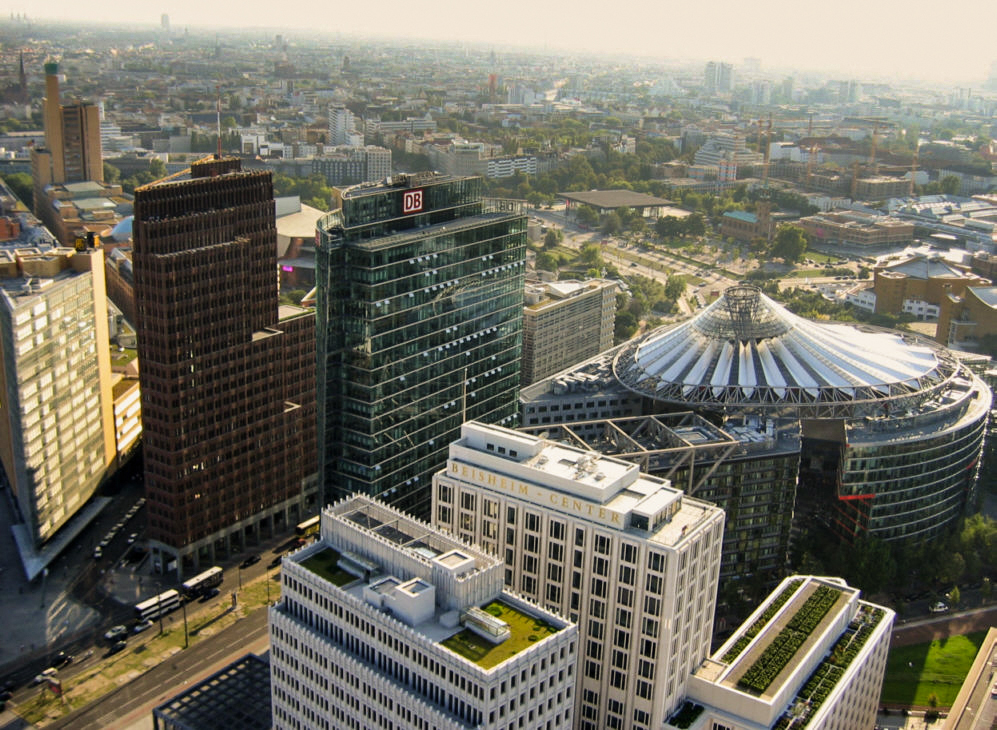
Potsdamer Platz